# 大分市医師会立アルメイダ病院
大分市医師会立アルメイダ病院（おおいたしいしかいりつアルメイダびょういん）は、大分県大分市にある一般社団法人大分市医師会が開設した病院。1557年に豊後国府内（現在の大分県大分市）に日本で最初の西洋式病院を開いたルイス・デ・アルメイダにちなんで名付けられた。大分県で最初となる救命救急センターを持つほか、地域医療支援病院、災害拠点病院の指定を受け、DMATチームを持つ。

## 施設[1]
- 敷地面積 - 24,310 m2
- 建物面積 - 6,755 m2
- 延床面積 - 23,401 m2
- 建物構造 - RC造（免震構造）地上7階

## 沿革
- 1969年（昭和44年）4月1日 - 現在地にて大分市医師会立アルメイダ病院開設。
  - 病床100床、地上6階・地下1階（延面積5,386 m2）であった。
- 1978年（昭和53年）10月 - 救命救急センターの指定を受ける。
- 2006年（平成18年）4月 - 増改修工事着工。
- 2008年（平成20年）3月 - 新病院竣工。

## 診療科
- 総合診療科

- 内分泌内科
- 血液内科
- 循環器内科
- 消化器内科
- 呼吸器内科
- 腎臓内科
- 心臓血管外科
- 外科
- 呼吸器外科・血管外科
- 脳神経外科
- 泌尿器科
- 整形外科
- スポーツ整形外科
- 形成外科
- 皮膚科
- 産婦人科
- 小児科
- 新生児内科
- 放射線科
- 麻酔科
- 救急・集中治療科
- 緩和ケア内科
- 病理科
- リハビリテーション科

## 医療機関の指定等
- 保険医療機関
- 労災保険指定医療機関
- 指定自立支援医療機関（更生医療・育成医療・精神通院医療）
- 身体障害者福祉法指定医の配置されている医療機関
- 生活保護法指定医療機関
- 医療保護施設
- 結核指定医療機関
- 戦傷病者特別援護法指定医療機関
- 原子爆弾被害者医療指定医療機関
- 原子爆弾被害者一般疾病医療取扱医療機関
- 地域医療支援病院
- 災害拠点病院
- 救命救急センター

## 交通アクセス
- JR九州豊肥本線敷戸駅より徒歩約15分
- 大分バス宮崎停留所より徒歩約3分

## 引用
1. ↑  “【病院の概要】アルメイダ病院”. www.almeida-hospital.com. 2018年10月2日閲覧。